# Soberanía parlamentaria

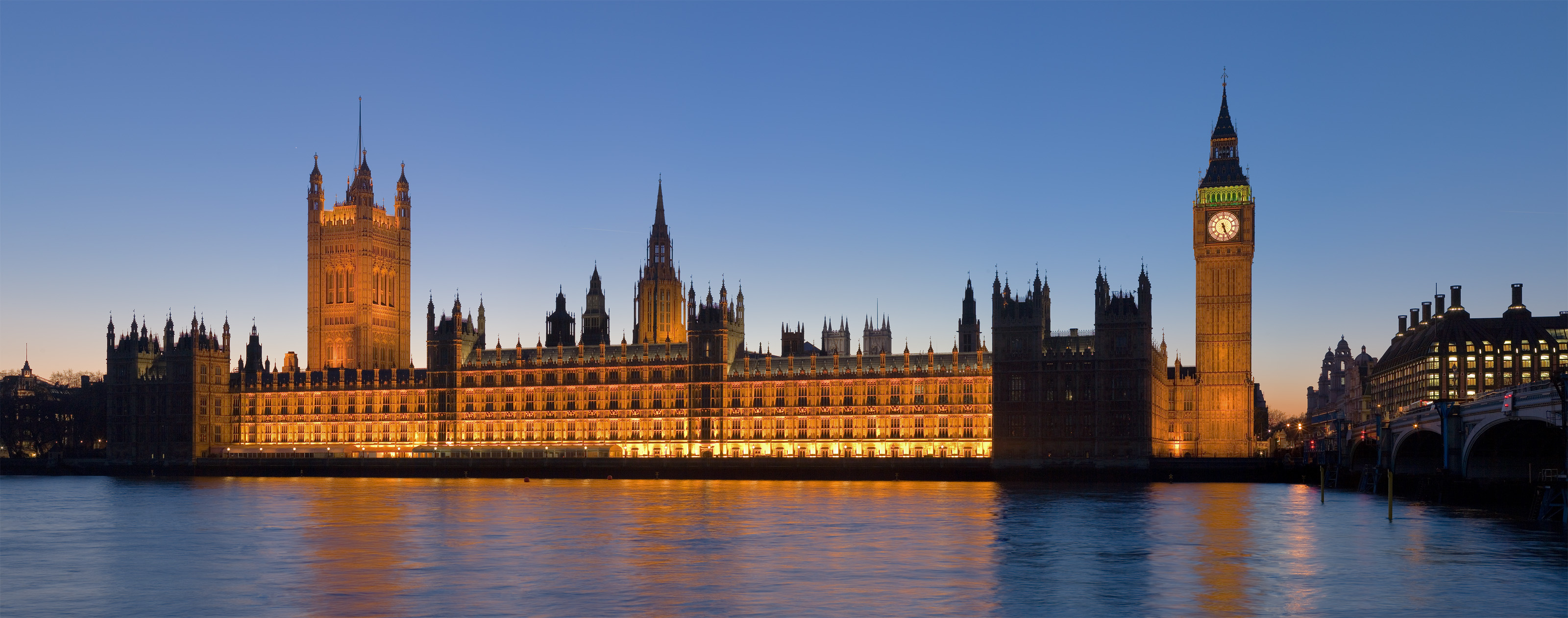
El palacio de Westminster de Reino Unido, el ejemplo de soberanía parlamentaria más antiguo

Soberanía parlamentaria, supremacía parlamentaria o supremacía legislativa es un concepto de derecho constitucional que aplica a algunas democracias parlamentarias. Bajo la soberanía parlamentaria, el poder legislativo tiene absoluta soberanía, que significa que es supremo por sobre todas las otras instituciones gubernamentales (incluyendo a cualquier entidad ejecutiva o judicial si existen), que no pueden derogar su legislación. También sostiene que el cuerpo legislativo puede cambiar o revocar cualquier legislación anterior, por lo que no está obligado por la ley escrita (en algunos casos, ni siquiera por una constitución) o por un precedente.
En algunos países, la soberanía parlamentaria puede contrastarse con la separación de poderes, que limita el alcance de la legislatura, a menudo a la elaboración de leyes generales, y la revisión judicial, en la que las leyes aprobadas por la legislatura pueden ser declaradas inválidas en determinadas circunstancias.
Muchos estados tienen legislaturas soberanas, incluyendo el Reino Unido (donde, hasta hace poco, el Parlamento, a través de la Cámara de los Lores, ejercía incluso funciones judiciales), Finlandia, los Países Bajos, Nueva Zelanda, Suecia, Noruega, Dinamarca, Islandia, Barbados, Jamaica, Papúa Nueva Guinea, Israel y las Islas Salomón.